# テッド・キャシディ
テッド・キャシディ（Ted Cassidy,  1932年7月31日 - 1979年1月16日）は、アメリカ合衆国の俳優、声優である。

## 来歴
1932年、ペンシルベニア州ピッツバーグに生まれる。その後は、ウェストバージニア州で育った。高校時代にはその高い身長を活かして、バスケットボールとフットボールのチームに所属。高校を卒業後はウェスト・バージニア・ウェスレヤン大学へ進学し、その後ステッソン大学へ編入した。大学を卒業後の1956年に結婚したのを機に、テキサス州ダラスへ移り住み、ディスクジョッキーとしての職を得て、ラジオの分野で活躍した。
1964年からレギュラーキャストとして『アダムスのお化け一家』への出演を開始。同番組では高身長を活かしてアダムス一家に使える巨人の執事、ラーチを好演。同時にアダムス一家のメンバーでもある手だけのキャラクター「ハンド君」もキャシディが演じた。徐々にお茶の間での知名度も上がり、『バットマン』や『0011ナポレオン・ソロ』などのテレビドラマにゲスト出演するようになり、役者としてのキャリアを構築した。1969年に劇場映画『マッケンナの黄金』でデビュー以来、『明日に向って撃て!』などへも出演している。声優としても多くのテレビアニメへ出演しており、1970年代に製作されたアニメ版の『ゴジラ』では、ゴジラの声を担当した。

### 私生活
1956年にMargaret Helen Jesseと結婚し、二児の父親となったが、1975年に離婚している。

### 死去
1979年1月16日にロサンゼルスの病院で心臓の手術の際に合併症により息を引き取った。46歳だった。

## 出演作品

### 映画
- 巨大アメーバの惑星 The Angry Red Planet (1959) ※声のみ、ノークレジット
- ジャックと豆の木 Jack and the Beanstalk (1967) ※テレビ映画
- マッケンナの黄金 Mackenna's Gold (1969)
- 明日に向って撃て! Butch Cassidy and the Sundance Kid (1969)
- The Limit (1972)
- Charcoal Black (1972)
- 青い接触 The Harrad Experiment (1973)
- The Slams (1973)
- The Great Lester Boggs (1974)
- Thunder County (1974)
- Poor Pretty Eddie (1975)
- ニューヨーク一獲千金 Harry and Walter Go to New York (1976)
- Benny and Barney: Las Vegas Undercover (1977)
- Oh！外人部隊  The Last Remake of Beau Geste (1977)
- アダムス・ファミリー オリジナル版 Halloween with the New Addams Family (1977)
- The Flintstones Little Big League (1978) ※テレビ映画
- Dr. Strange (1978) ※テレビ映画
- Goin' Coconuts (1978)
- The Flintstones Meet Rockula and Frankenstone (1979) ※声の出演
- Flash Gordon: The Greatest Adventure of All (1982) ※テレビ映画

### テレビドラマ
- アダムスのお化け一家 The Addams Family (1964 - 1966)
- フランケンシュタイン、ジュニアとインポッシブル Frankenstein, Jr. and the Impossibles (1966)
- 宇宙怪人ゴースト Space Ghost (1966)
- 0022アンクルの女 The Girl from U.N.C.L.E. (1966)
- 宇宙家族ロビンソン Lost in Space (1966)
- バットマン Batman (1966)
- スタートレック Star Trek (1966, 1967)
- 0011ナポレオン・ソロ The Man from U.N.C.L.E. (1967)
- The Pruitts of Southampton (1967)
- ラレド Laredo (1967)
- じゃじゃ馬億万長者 The Beverly Hillbillies (1967)
- フライマン Mr. Terrific (1967)
- ダニエル・ブーン Daniel Boone (1968)
- かわいい魔女ジニー I Dream of Jeannie (1968)
- ターザン Tarzan (1968)
- マニックス Mannix (1968)
- ボナンザ Bonanza (1970)
- 鬼警部アイアンサイド Ironside (1972)
- バナチェック登場 Banacek (1973)
- Hec Ramsey (1973)
- 新・アダムスのお化け一家 The Addams Family (1973)
- 地上最強の美女バイオニック・ジェミー The Bionic Woman (1976)
- 600万ドルの男 The Six Million Dollar Man (1976, 1977)
- Space Sentinels (1977)
- The All-New Super Friends Hour (1977)
- Sugar Time! (1978)
- アトランティスから来た男 Man from Atlantis (1978)
- Chico and the Man (1978)
- Yogi's Space Race (1978)
- 新・天地創造 Greatest Heroes of the Bible (1978)

### テレビアニメ
- 怪獣王ターガン The Herculoids (1967)
- スーパープレジデント Super President (1967)
- バードマン Birdman (1967)
- ファンタスティック・フォー Fantastic 4 (1967)
- ハックルベリー・フィンの冒険 The New Adventures of Huckleberry Finn (1968, 1969)
- Tarzan, Lord of the Jungle (1976 - 1979)
- Captain Caveman and the Teen Angels (1977 - 1980)
- Jana of the Jungle (1978)
- 新・ファンタスティック・フォー The Fantastic Four (1978)
- Challenge of the Superfriends (1978)
- ゴジラ Godzilla (1978 - 1979) - ゴジラの声[1]